# Гаћиште
Гаћиште је насељено мјесто у саставу општине Сухопоље, у Славонији, у Вировитичко-подравској жупанији, Република Хрватска.
Овде се налази Храм Рођења Пресвете Богородице у Гаћишту.

## Географија
Гаћиште се налази 8,5 км сјевероисточно од Сухопоља.

## Историја
До територијалне реорганизације у Хрватској насеље се налазило у саставу бивше општине Вировитица.

### Други светски рат
У селу Гаћишту, срез Вировитица, Хрвати су још за време Бановине Хрватске 1941. године улазили у православну цркву „и полупали врата и кандила и у истој вршили нужду“.
У срезу Вировитичком срушене су цркве у Вировитици и у селима: Борова, Гаћиште и Клиса. У истим местима разорена су и српска гробља.

## Становништво
Гаћиште је према попису из 2011. године имало 221 становника.
| Националност       | 1991. | 1981. | 1971. | 1961. |
| Срби               | 262   | 293   | 439   | 528   |
| Хрвати             | 53    | 66    | 101   | 140   |
| Југословени        | 13    | 43    | 6     |       |
| остали и непознато | 21    | 8     | 28    | 49    |
| Укупно             | 349   | 410   | 574   | 717   |

| Демографија | Демографија | Демографија |
| Година      | Становника  | Становника  |
| ----------- | ----------- | ----------- |
| 1961.       | 717         |             |
| 1971.       | 574         |             |
| 1981.       | 410         |             |
| 1991.       | 349         |             |
| 2001.       | 280         |             |
| 2011.       |             | 221         |

## Попис 1991.
На попису становништва 1991. године, насељено место Гаћиште је имало 349 становника, следећег националног састава:
| Попис 1991.‍  | Попис 1991.‍  | Попис 1991.‍ | Попис 1991.‍ | Попис 1991.‍ |
| ------------ | ------------ | ----------- | ----------- | ----------- |
|              |              |             |             |             |
| Срби         | Срби         |             | 262         | 75,07%      |
| Хрвати       | Хрвати       |             | 53          | 15,18%      |
| Југословени  | Југословени  |             | 13          | 3,72%       |
| Мађари       | Мађари       |             | 8           | 2,29%       |
| Словенци     | Словенци     |             | 5           | 1,43%       |
| Немци        | Немци        |             | 1           | 0,28%       |
| регион. опр. | регион. опр. |             | 1           | 0,28%       |
| непознато    | непознато    |             | 6           | 1,71%       |
| укупно: 349  |              |             |             |             |